# 阿斯達年代記
《阿斯達年代記》（韓語：아스달 연대기 / 아스달 年代記），為韓國tvN於2019年6月1日起播出的週末連續劇，由执导《未生》、《信号》及《我的大叔》的金元錫導演與创作《善德女王》、《樹大根深》及《六龍飛天》的金榮昡和朴尚淵作家合作打造。本劇是韓國首次嘗試以上古時代文明和國家的誕生為背景、讲述人類發源的架空历史電視劇；參考語源阿斯達（Asadal）為朝鮮半島傳說中第一個王朝檀君朝鮮的首都所在地。劇情講述了在假想之地「阿斯達」中農耕社會與理想國的誕生，以及在那裡生活的人們彼此鬥爭与團結的愛情、神話、英雄故事。
Netflix於2019年6月1日起每週六日全球同步上線。tvN Asia于2024年4月18日起星期四、五21:00全球电视首播(韩国除外) 。

## 劇情設定

### 地名
- 阿斯大陸：作为本劇舞臺的假想大陸。
- 阿斯達：阿斯大陸最初的城市名，名字取自阿斯和阿斯達，由多個部落聯盟組成的國家。
- 大黑崖：阿斯達和伊亞勒克之間的自然邊界，一個巨大的斷層地帶。
- 伊亞勒克：大黑崖外的未知地帶。
- 白頭山頂峰的天潭：阿斯達聯盟的人類名为「薩朗」和「內安脫」舉行會談的地點。
- 月亮平原：「內安脫」的領地。
- 阿德拉特：「內安脫」的領地。

### 種族
- 「薩朗」：有著紅色的嘴唇和血。聚居於阿斯大陸。除了靈能者外，一般的薩朗不會造夢。
- 「內安脫」：有著藍色的嘴唇、血和眼珠。雖然外貌和薩朗族差不多，但具備比薩朗族更優越的體能，包括力量、速度和視力。背部藍色痂一生不會脫落。造夢也是其種族正常的能力。
- 「伊格特」：薩朗與內安脫的混種，有著紫色的嘴唇和血。也擁有造夢的能力，體能介乎兩個種族之間，在爆發體能一刻眼珠會呈紫色。背部藍色痂會由成年開始逐漸脫落。

### 薩朗族

#### 阿斯達聯盟
- 由阿拉姆恩建立。在阿斯大陸，有著300多個大大小小的部族。聯盟因為有著屠殺內安脫的歷史，所以聯盟大部分的薩朗人對內安脫人極為恐懼，視之為怪物，而只認同自己薩朗族是人類，伊格特則被認為是比內安脫更低等的不祥的象徵。
- 白山族：最早到達阿斯大陸的部族，負責主持會議和祭禮的部落，雖然實際上憑藉祭禮權擁有甚至比賽紐族還高的地位，惟族人只屬阿薩辛的旁系。
- 賽紐族：聯盟中人口最多的部族。主要發展軍事和農耕。由於族長山雄擔任聯盟長，因此具有最高的影響力。
- 海族：聯盟三大部族中，最晚進入阿斯大陸。該部族從大洋彼岸雷木斯逃亡至阿斯大陸，憑藉格物窮理的文明與技術而成功落戶，而其中打鍊青銅器具的秘訣只有該族族長一人知道。

#### 伊亞勒克
- 位於阿斯達最南邊的大陸，因為有大黑崖的阻隔，與阿斯大陸實際上無法交流，所以保全了各部落的傳統文化。
- 瓦韓族：母系部落；部落首領是能與精靈溝通的「氏族母親」，承自「白狼奶奶」，每一代氏族母親繼承著須懂得跳精靈舞、扔石繩，及模仿雀鳥的口哨；部落信奉精靈；不會畜牧耕種馴養，只靠狩獵和採集維生；會說與阿斯達人相同的語言，但沒有文字。
- 安子族：與瓦韓族世代友好的部落，跟瓦韓族語言不同。
- 瓦非族：與瓦韓族長期交戰的部落，跟瓦韓族語言不同。

### 名詞
- 阿薩辛：白山族阿薩氏擁有靈能的直系繼承者，被尊為「偉大母親」。200年前跟里山離開了阿斯大陸，令阿薩氏往後只能由旁系繼任。其後裔就是瓦韓族人，族人稱其為「白狼奶奶」。
- 阿拉姆恩海瑟拉：由阿薩辛派遺返回阿斯大陸並建立了阿斯達聯盟，受到阿薩辛認可而成為神。
- 歐拉哈：阿斯達聯盟對部落長的尊稱。
- 尼爾哈：阿斯達聯盟的最高尊稱。只有白山族大祭司及聯盟長能擁有此尊稱。
- 歐拉亞治：阿斯達聯盟全體部落長會議。
- 新月大祝日：內安脫族一年之中的慶典，為期七天七夜。
- 奧林薩尼：一種祝禱儀式，由白山族阿薩氏的祭司主持，在死前或死後引渡到神身邊的儀式。
- 字跋：書信。
- 雙足禽：阿斯達人認為伊亞勒克大陸的人沒有文明，雖然會用兩條腿走路，但稱不上是人類，只是如牛馬般被人畜養的功能性的下等生物。
- 芭奇：工匠或技術者。
- 坎莫爾：阿拉姆恩海瑟拉所騎乘的世上第一匹的馬，傳說中此馬代代單傳，世上其他所有馬都不敢超越祂，是令敵人的馬都會願意追隨的神馬。
- 堂格利：堂谷、巫師。
- 予麻離：奸細。
- 波根芭里：父親或母親身份未明之人。
- 貝內擘：在瓦韓意指雙胞胎。
- 沃茲巴里：混血、雜交種。
- 傌努哈：敬稱聯盟長的夫人。
- 故煞：冤魂或冤鬼。
- 塞楠薩尼：引渡冤魂的儀式。
- 溝罕薩尼：向神祇稟告重要之事的儀式。
- 伊那伊神氣：阿古族的統治者。

（資料來源：部分出自tvN於2019年5月26日播出之特輯《阿斯達年代記－世上所有傳說的開端》）

## 演員陣容

### 主要人物
| 演員                    | 角色   | 介紹 | 登場分部 |
| 張東健 （青年：鄭帝元） | 妥坤   | 阿斯達聯盟主席山雄的長子，天才戰略家、文武雙全的武將，大汗部隊的首長。他是戰勝內安脫族的英雄，在與內安脫族的大戰取得勝利後，山雄宣佈要殺到一個內安脫人都不留。他甘願再次帶頭回到戰場，證明自己的能力。在阿斯達內，他的聲望一直在提高。當他成為所有部落的英雄時，山雄開始感到不安。起初，他為兒子提出的奇謀而高興，但隨着妥坤名氣越來越大，他感到被威脅。最終，被權力慾望所薰陶的山雄為了打擊他而設下陷阱。此事導致兩人決裂，妥坤終欲超越父親，霸佔阿斯達。可是，在此時他未來的強敵銀殲卻到達了阿斯達。 | 1-3      |
| 宋仲基 （童年：金藝俊） | 銀殲   | 帶著藍色彗星（災禍之星）的氣韻出生，是受到詛咒為阿斯達帶來災難的孩子。在母親的孤軍奮鬥下，艱難活了下來，保存了性命，一路成長，而後成長為給阿斯達帶來災難的存在。一開始是綠石村的遊牧民，日後成為了從城市國家走向帝國的阿斯達的征服者。因失去父母被瓦韓部落收養，有著與眾不同的優越的外貌、性格和能力。 | 1-3      |
| 宋仲基 （童年：金藝俊） | 薩雅   | 阿薩琿和拉格茲的長子、銀殲的雙胞胎哥哥，在拉格茲被殺後，在叢林中被妥坤發現，被他帶走，并讓太遏何秘密收養。之後，他一直被關在海族領地火焰城裡的筆耕館高塔頂端。成長過程中，他從來都沒看過妥坤的臉。他知道自己和別人不一樣，是伊格特人。他從太遏何身上學到了自己暴露在阿斯達裡是多麼危險的事。雖然偶爾會與海突厄或太遏何一起外出觀賞世界，但大部分都是生活在筆耕館內。在太遏何的監視下，他唯一能做的就是把筆耕館的書籍全部讀完。在海族部落的筆耕館裡蘊藏大量書籍，他在書中看到了世界，也學到了世界。不光是阿斯達及其周圍的部落和文明，連遙遠的羅馬神話也涉獵到。有一天，坦雅到達塔頂後、打開了他的房門後，開始令他心動。 | 2-3      |
| 金智媛 （童年：許廷恩） | 坦雅   | 瓦韓部落母系氏族的繼承人，偉大之母阿薩辛的真正直系繼承人，銀殲的初戀，與銀殲帶著同樣的藍色彗星氣韻而誕生。她是聰明、朝氣蓬勃的瓦韓族少女，在尚未發明弓箭的伊亞勒克土地上，是用扔石頭命中獵物，充分充當一個大人的女戰士。當時，人們無法做夢，要做夢想需要不斷的修煉，於是她不斷練習。不僅如此，她經常被楚雪訓斥不能背下氏族母親世代傳下來的靈舞。就這樣，當坦雅垂頭喪氣的時候，銀殲走進了她的人生。當她得知銀殲做夢後，起初覺得懷疑和嫉妒，但不由自主地喜歡上他。當阿斯達的大汗部隊抵達瓦韓村，最終她和瓦韓部落族人一起被俘虜到遙遠的阿斯達。就這樣，她越來越接近自己的命運和賦予的使命。 | 1-3      |
| 金玉彬                  | 太遏何 | 海族部落族長海米忽的獨女，擁有尊貴的出身與全聯盟最迷人的外表原來並不是上天的恩賜，反而成為父親對她的利用。年紀小小就被派到山雄及妥坤兩父子身邊當間諜，一言一行都由父親操控。因為跟妥坤同病相憐，故此二人為對方傾情，然而他們太了解對方悲慘的成長背景，所以誓言絕對不會為對方再犧牲自己。她果敢冷靜、分析力強、格鬥技巧高。她需要保護自身、部落、權力、愛人、父親等等，而且在迫不得已下，會毅然犧牲價值較低的項。她從小看著父親便知道不強則死的道理，為了在阿斯達上生存付出不懈的努力，不能做強者，就要站在強者的一邊，因此最重要的是判斷誰是強者。她有著不亞於父親的洞察力和分析力，能迅速感知阿斯達的變化，所以最初她想著輔助妥坤以奪取權力。但當妥坤受薩雅疏擺而背叛她之後，她決定孤身繼續前進。然而她強大的敵人，卻在意想不到的地方出現。 | 1-3      |

### 賽紐部落及大汗部隊
| 演員               | 角色         | 介紹 | 登場分部 |
| 金義聖             | 山雄         | 妥坤的爸爸，阿斯達聯盟的聯盟長。勇敢、有讓人隨心所欲的包容、聰明和辦事公正，使他年輕時就登上了聯盟長的寶座。他指揮了與內安脫的戰爭，雖然大獲全勝，但這場戰爭的英雄不是他，而是他的兒子妥坤。他本對兒子的嫉妒不太大，但當妥坤的聲望達到威脅了自己的地位時，他最終作出可怕的決定。 | 1        |
| 朴海俊             | 武伯（武白） | 少數部落物吉族人。大汗部隊戰士，武光的親兄。內心疼愛武光，但兄弟之間漸漸起了隔閡。具有名副其實的戰士武藝實力。他不單武藝超群，品性正直，有極強的分析和判斷力，而且冷靜穩重。他受到大汗部隊中大部份人的信任。雖然他忠心不二，但他的正直、強大與民望反而讓妥坤有所顧忌。           | 1-3      |
| 朴秉恩             | 丹碧         | 山雄之子，妥坤同父異母的弟弟，現任阿斯達衛兵團總管，賽紐部落的於羅瑕接班人。爸爸從小就對妥坤特別警惕，特別恨他，令他不理解，總是對哥哥心存愧疚和無奈。他擁有高超的劍術和武力，在賽紐部落和阿斯達聯盟有著很高的信譽。                                                               | 1-2      |
| 朴亨洙             | 吉善         | 白山族人。善於察言觀色，出身於大汗部隊，會不辨是非地逢迎妥坤，引起了武伯的不滿。他最早回到阿斯達並擔任了衛兵團團長，負責城內的治安工作，選擇高人一等的政治軍人之路。他善於權衡利害關係，對把握趨勢有著快速的眼光。                                                               | 1-3      |
| 崔英俊             | 連渤         | 大汗部隊戰士，出身於賽紐部落，對妥坤忠心耿耿。性格豪爽，與眾人很合得來。他與吉善不同，頭腦聰明但沒有歪心。 | 1-3      |
| 李浩哲             | 奇土何       | 大汗部隊戰士。他出身於白山部落，具有令人難以置信的力量，武術能力優秀。他喜歡喝酒和賭博，性格暴戾。有很大的反差地，他頭腦幼稚，易騙而迷信，對不祥的徵兆感到害怕，甚至膽戰心驚。                                                                                                   | 1-3      |
| 黃熙               | 武光         | 大汗部隊戰士，武伯的親弟。好勇鬥狠，殘暴不仁。只單純地執行妥坤的命令，不帶感情也不辨錯對。他藉由成功達成任務而對自己的能力感到驕傲，但卻得不到兄長的應同。武伯越多的的擔心與勸阻，反而令他心理上越是疏遠這唯一的兄長。結果在奉令對夏林一家滅口之時，應驗了被挖出心臟而死的詛咒。 | 1-3      |
| 奇道勳             | 洋次         | 大汗部隊戰士，擅長使用青銅製的繩標。因為過去某件事受到禁言的懲罰。他的強悍與冷靜很得妥坤的信任，常派他擔當特別的任務。在大汗部隊內部，他被視為假以時日可以強如武伯的新一代戰士。                                                                                                 | 1-3      |
| 宋宥澤             | 博良豐       | 大汗部隊戰士，是少數部落出身而接受祭司修煉的大汗戰士。與傻乎乎的外表不同，他頭腦靈活，處事十分清楚。 | 1-3      |
| 李煌義             | 臺臺         | 行政官員、負責記錄聯盟宮中發生的事的書使，兼有輔佐聯盟長的作用。對權力趨勢不作判斷，只是耿直地忠於聯盟。 | 1-3      |
| 崔智元             | 納林         | 丹碧的女兒，接替爸爸成為年幼的賽紐部落歐拉哈。 | 2-3      |
| Jisoo （特別出演） | 賽娜萊       | 薩雅的情人，被太遏何發現後將她殺害，將沾滿她的血的手鐲送給薩雅，令他大受刺激。 | 2        |
| 黃敏浩             | 昭堂         | 負責阿斯達城內治安的衛兵團第一團團長，和吉善是小時候的朋友。 | 1-3      |
| 金正宇             | 翩米         | 負責阿斯達城內治安的衛兵團二團團長，同樣與吉善、昭堂是小時候的朋友。 | 1-3      |
| 智民               | 居每         | 大汗部隊戰士，與洋次和洪述組成三人作戰組合。在執行達貢的命令時被突然出現的伊薩魯布殺死。 | 2        |
| 高在天             | 洪述         | 大汗部隊戰士，與洋次和居每組成三人作戰組合，後被海汝比殺死。 | 2        |

### 白山部落
| 演員                | 角色     | 介紹 | 登場分部 |
| 李道慶              | 阿薩隆   | 白山部落長，主持阿斯達祭禮的大祭司，位於阿斯達聯盟權力的最頂端，一直以出色的政治判斷和手段引領著氏族。唯一的弱點是他的出身不是偉大的母親阿薩辛的直系，而是旁系。故此沒有聖神降臨的靈能，只能靠神聖煙火與靈舞參悟神諭。 | 1-3      |
| 孫淑                | 阿薩莎坎 | 守護白山神城洞穴的白山部落元老，也是阿薩氏的最高長者，對大神殿的決定具有巨大的影響力。她以捍衛由阿薩氏神聖的權能所產生的阿斯達聯盟為己任。 | 1-3      |
| 徐恩雅              | 阿薩莫   | 阿薩氏的神女長，在阿薩隆手下主管阿斯達的祭禮，並包辦神廟管理，是他的心腹。她認為自己的一生是獻給了部落，是一個比阿薩隆更嚴格的原則主義者。 | 1-3      |
| 張栗                | 阿薩勇   | 阿薩氏的祭司。個性聰明，追求實際利益，有時會和阿薩莫的意見相左。 | 1-3      |
| 朴智元              | 阿薩姆   | 阿薩氏的巫女，傳達神的話語的美麗女子。她總是以醉意朦朧的臉龐和語氣，在神殿內以哭聲或跳舞接受託管。 | 1-3      |
| 秋瓷炫 （特別出演） | 阿薩琿   | 薩雅和銀殲的母親。當年被聯盟利用把病毒帶進了內安脫族，因間接促成了内安脫族被屠殺感到悲憤與愧疚，決定留在內安脫族跟他們一起逃亡，後來跟拉格茲生下了混血孿生兒薩雅和銀殲。雖然是薩朗，亦未經祭司的修練，本來不能造夢，但在拉格茲被殺的當天，阿拉姆恩降臨了她的夢，要奪去她的孩子。她唯有帶著還是嬰孩的銀殲前往大黑崖，花了十年時間抵達崖下，並橫越了淚之海，最終耗盡了自己的性命把銀殲送到伊亞勒克。死前一刻領悟到銀殲就是阿拉姆恩，於是把自己有氏族徽章的項鏈交給他，並叮囑他待背上的結痂脫落後便回到阿斯達去。 | 1        |
| 宋建熙              | 黑舌     | 阿薩隆的部下，有着黑色舌頭的戰士，於後期主動攻擊妥坤後被他打暈。 | 3        |

### 海族部落
| 演員   | 角色   | 介紹 | 登場分部 |
| 趙成夏 | 海米忽 | 海族部落長，主管阿斯達科技和訊息的長老。大約五十年前，他抵達了阿斯達，當時他年紀很小。但是，他幫助海族部落的長輩開始大規模的集體農耕，並制作了青銅器，為阿斯達帶來豐饒因而成為海族的首領。他觀察了瞬息萬變的阿斯達政治局勢，並以智謀和方略，算盡一切為海族部落的使命和生存奮鬥。 | 1-3      |
| 尹始奉 | 海突厄 | 雖然她每件事都絮叨，並且帶著傻氣，但就是海族部落的手足。與身材高大、動作笨拙的預想相反。她是擅長武藝的海族女戰士出身。她用羞澀的語氣打斷攻擊自己的人的胳膊，這是她自身的魅力。                                                                                                   | 1-3      |
| 朴成妍 | 海汝比 | 海米忽最親近的部下，一生獻給了海族部落。她一直監視著太遏何，有時還用毫無感情的僵硬面孔指責她。她的武藝高強，有時和與她有不同想法的海突厄鬥得兇狠。 | 1-3      |
| 裴基範 | 海赫立 | 既是海族部落的筆耕事，也是為海米忽收集情報的人。對他來說，海米忽的話就是法律。他以快速的眼色和出色的執行能力受到海米忽的信任，負責收集和記錄關於阿斯達所有部落的訊息。 | 1-3      |
|        | 海遏影 | 海族部落筆耕館長，他的筆耕館裡擁有五千多個竹簡和皮書。從當時來看，該藏書量幾乎相當於阿斯大陸和阿尼阿茲大陸全部的書量。他管理並發行這些書籍，被聯盟人士稱為「賢者海遏影」。 | 1-3      |
| 洪智熙 | 海佳恩 | 海族部落的農耕技術人員，擁有精通所有作物種子的頭腦和淵博的知識。 | 1-3      |
| 林真雄 | 海卡達 | 海族部落青銅技術人員，平時散漫而莽撞，卻是海族部落裡最好的青銅技術人員。 | 1-2      |
|        | 海大文 | 海卡達的小兒子。只聽他們的對話，難以分清誰是父親、誰是兒子，因他經常當面駁斥爸爸。 | 1-2      |

### 芭奇商會
| 演員   | 角色   | 介紹 | 登場分部 |
| 趙乘演 | 夏林   | 白山部落出身，阿斯達最厲害的藥師（醫生） 。不僅有高超的醫學與藥理知識，就連外科術也是一目瞭然的醫術天才，把妥坤的戰略變成現實，是阿斯達能夠戰勝內安脫族的其中一個關鍵人物。但當許多內安脫族人在戰爭中慘死，而被瞞騙利用而出使阿德拉特的阿薩琿亦生死未卜，令他長期飽受罪疚感折磨。最後因得知秘密而被滅口。 | 2-3      |
| 高甫潔 | 彩恩   | 夏林的親女。作為夏林的女兒，她從小就精通醫術。因為她聰明伶俐，因此聯盟的人找不到夏林時，便直接找她。對內安脫族和伊格特族沒有偏見，幫助了從伊亞勒克來的銀殲。 | 1-3      |
| 安慧媛 | 雪星   | 夏林在戰爭期間從戰場上帶回來撫養的內安脫族孤女，夏林和妻子待她如同親女，彩恩也對她疼愛有加。夏林深知其異於薩朗的力量與敏捷會造成生活上的許多問題，而切斷她的八大血脈，因此她學習劍術以防身，但依然十分柔弱。                                                                                              | 2-3      |
|        | 甘實   | 夏林的妻子，精心培養自己的女兒彩恩和雪星，後跟夏林一起被滅口。 | 2-3      |
| 尹汝真 | 石泉   | 藥典下戶（貧民） ，由少數部落出身。只要是夏林和彩恩的話，什麼事情都跟著做。 | 2-3      |
| 柳詩賢 | 牟明辰 | 染色女工匠。白山部落出身，經營染色作坊的女子，為集市作出奉獻。 | 2        |
|        | 爾白   | 芭奇商會的長老。賽紐部落出身，在阿斯達集市上最有影響力的長老。 |          |
|        | 特里漢 | 芭奇商會的一員，對自己來自白山部落感到非常自豪，並信奉阿薩。 |          |
|        | 羅任   | 雖然不是阿斯大陸出身，但作為阿斯達聯盟的一員，感到非常自豪。 |          |

### 瓦韓部落
| 演員                                                                                             | 角色   | 介紹 | 登場分部 |
| 在伊亞勒克居住的瓦韓部落人，在阿斯達人入侵期間被擊敗，族人被屠殺，餘下的倖存者被俘虜至阿斯大陸。 |        | |          |
| 鄭石勇                                                                                           | 列孫   | 瓦韓部落的氏族父親，坦雅的爸爸。製造小雕像、傢俱、武器等，都做得非常好。他製作的物品在周邊氏族中也是首次見到的珍貴物品，因此在交換品中是屈指可數。有一天，阿斯達的戰士們到達了伊亞勒克，列孫被帶到了阿斯大陸。在正在發展文明的阿斯達中，像列孫一樣學得快、手藝高的人是最重要的人才。 | 1-3      |
| 金好貞                                                                                           | 楚雪   | 瓦韓部落的氏族母親。作為氏族母親，受到族人的推崇。她視坦雅為自己的接班人，盡心地教育和培養她。作為巫堂，從很久以前就感覺到伊亞勒克和瓦韓部落正在發生巨大的變化，她猜測這個變化的核心將是坦雅。銀殲與坦雅將會發生不可預知的怪事，但兩人關係一直很親密，這讓她感到不安。作為氏族母親，想起世代相傳的禁忌，她認為銀殲的存在可能為瓦韓部帶來不幸，她本身是個善良的人，但為了維護氏族，常會表現得很強硬。 | 1        |
| 申柱煥                                                                                           | 達塞   | 瓦韓部落最強的戰士和氏部落長接班人。在伊亞勒克，他和銀殲一直是對手。但被帶到阿斯達後，一切都變得模糊不清，生存下去成為他的唯一目標。其實他勇敢、磊落而重情義，而後將成為銀殲最親密的助手。 | 1-3      |
| 朴真                                                                                             | 蒙泰   | 瓦韓部落戰士，身型高大，也擁有令人難以置信的力量。但生來笨拙，打獵時經常出錯，而且跟外表不乎地非常膽小怕死，因為達塞只顧得了救北招而落下了他，令他在極大的恐懼下心生怨恨，在達塞、北招和銀殲前來營救自己及舒代之時變節倒戈。因此，達塞與銀殲被擒而賣到石堆為奴，他則受到賞識而加入了衛兵團。 | 1-3      |
| 楊慶元                                                                                           | 舒代   | 瓦韓部落戰士，淳樸的族人。繼達塞之後，最擅長打獵的瓦韓部落戰士。被修勒加津押送往石堆之時，痛苦得一度只想苟且偷生，但眼見銀殲身為異邦人，為守護瓦韓族人的尊嚴而忍受著更大的凌辱與折磨，身體的痛苦和內心的慚愧形成極大的衝突，結果在銀殲面前自殺了。 | 1-2      |
| 金層吉                                                                                           | 北招   | 瓦韓部落戰士，表面看上去像個大哥哥，骨子裡卻像個小孩子一樣稚嫩。因為喜歡吃東西，在伊亞勒克中，經常把肉脯掛在嘴邊。 | 1-2      |
| 高娜熙                                                                                           | 度提   | 瓦韓部落的小女孩。在瓦韓部落慘遭入侵，族人悲慘地死去和被抓走的那天，她勇敢地活了下來。之後，她和銀殲一起走進阿斯達，體驗一個令人震驚的世界。雖然用很圓滑的語氣對銀殲嘮叨，但是她是對銀殲很有幫助的小孩子。 | 1-3      |
| 申文成                                                                                           | 遁支   | 瓦韓部落出身的長老，被帶到阿斯大陸的瓦韓部落男子。 | 1-3      |
| 宋在龍                                                                                           | 劍佛   | 瓦韓部落出身的長老，被帶到阿斯大陸的瓦韓部落男子。 | 1-3      |
| 朴玉出                                                                                           | 阿可芝 | 性格溫厚的瓦韓部落女長老。 | 1-3      |
| 金菲菲                                                                                           | 宇婁米 | 度提的媽媽，瓦韓部落最擅長扔石頭的女長老，於阿斯達俘虜期間被殺。 | 1        |

### 莫摩部落（默默族）
| 演員 | 角色   | 介紹 | 登場分部 |
| 莫摩部落有「水中獵人」的美譽，是在水中成長到死亡的種族。莫摩是他們供奉的神的名字，相信莫摩神的人哪怕是受人小恩小惠或與人有仇，也會付出生命報恩或報仇。 |        | |          |
| 唐田英里佳 | 卡莉卡 | 莫摩族的夏巴拉，意指無與倫比的至尊、最高首領。她與薩特尼的妻子塔琵嫣是從小一起長大的夥伴，塔琵嫣為了遵守與薩特尼的承諾守在誅比遨，為了幫助獨自生活在山中的塔琵嫣而來到誅比遨。 | 3        |
| 沈恩祐 | 塔琵嫣 | 莫摩部落婦女，薩特尼的妻子。為了兌現與薩特尼的諾言，在誅比遨獨自等待了很長時間。她具有能保護自己身體的果斷，是一個聰明的莫摩部落女人。                                         | 3        |

### 亞高部落（阿古族）
| 演員                                             | 角色         | 介紹 | 登場分部 |
| 亞高部落分為多個姓氏的氏族，各氏族之間並不團結。 |              | |          |
|                                                  | 帕撒（佳尚） | 苗氏族氏族長。作為苗氏族的族長，他對氏族變得黯淡的現實而苦惱，並表現出解決這些問題的決心。但由於優柔寡斷，在大義和現實之間難以輕易作出決定。 | 3        |
| 河俊                                             | 塔秋簡       | 粗獷堅韌的戰士，族長帕撒的女兒耶絲蘭的未婚夫，對其他亞高氏族特別排斥。一般情況下，他不會屈服於他人的主張，與其他苗氏戰士經常發生衝突。       | 3        |
| 裴多彬                                           | 米路索       | 苗氏族戰士。越是危險時，她越能以快速的頭腦作出理性的判斷。她以正義的品性，真誠地擔心亞高族的未來。                                           | 3        |
| 元美元                                           | 苗氏奶奶     | 苗氏氏族最資深的長老，得到了氏族人民極大的信任。                                                                                             | 3        |
|                                                  | 苗氏長老     | 苗氏族長老，對氏族內的重大問題做出決定性的判斷。                                                                                             | 3        |
|                                                  | 耶絲蘭       | 帕撒的女兒，被帶到太氏族。 | 3        |
| 高昌錫                                           | 太押獨       | 太氏族氏族長，被認為是頑劣無能至極的人，常根據祭器部分推翻氏族的決定。但是太氏族得以維持，他的心腹蘇哈娜的作用很大。                         | 3        |
| 金正英                                           | 蘇哈娜       | 太押獨的心腹，在他的身邊守護著族長的權威，是帶領氏族前途的可靠、忠實的建議者。由於人品溫和，在太氏族中享有很高的信譽。                       | 3        |
| 韓旻                                             | 太瑪加       | 實力超羣的太氏族戰士。迄今為止，他依然遵從族長太押獨的命令，在販賣其他亞高族為奴隸方面發揮了巨大作用，但他對亞高族目前的狀況感到悲痛和自愧。 | 3        |
| 高尚浩                                           | 太多致       | 太氏族戰士，被賣到石堆為奴隸。 | 3        |
|                                                  | 太尼麻       | 太氏族戰士，被賣到石堆為奴隸。 | 3        |
|                                                  | 戌氏族長     | 戌氏族氏族長，和太氏族關係不好。 | 3        |

### 內安脫族
| 演員                                                         | 角色     | 介紹 | 登場分部 |
| 內安脫族擁有超凡體力，在阿斯達入侵期間被擊敗，僅剩五名倖存。 |          | |          |
| 劉台午                                                       | 拉格茲   | 偉大的獵人，也是薩雅和銀殲的爸爸。當他得知阿斯達聯盟的陰謀，一度想殺死出使內安脫族的使團成員阿薩琿，但知道阿薩琿也只是被利用後，便一起逃走。最終，他與阿薩琿生下了薩雅和銀殲。 | 1        |
| 文鍾元                                                       | 拉克魯維 | 最受內安脫族人所推崇的獵人和酋長。當戰爭爆發時，他就在前線。他因自責輕忽薩朗族的慾望而逃亡，從此連他的屍體也沒有發現過。                                                       | 1        |
| 玉高雲                                                       | 穆特魯布 | 妥坤的媽媽。她與其他的內安脫族人不同，她理解薩朗族創造的文明，也知道如果拒絕的話，就會發生戰爭。為了阻止戰爭，她受到薩朗族的擺佈。但那是陷阱，內安脫族最大的悲劇從那時開始。   | 1        |
| 宋鍾鎬                                                       | 伊薩魯布 | 新一代酋長。在天池半刀串、護衛著棗莊的他，參與了與薩朗族的歷史性會談。起初，他對薩朗族充滿好感。但薩朗族帶來了瘟疫，令內安脫族只能四散。                                       | 1-3      |
| Nichkhun （童年：崔路雲）                                    | 羅迪     | 戰爭和大獵殺的倖存者，被拉格茲和阿薩琿救出，和他們一起過著逃亡生活。此後，他們生存下來，與伊薩魯布會合。                                                                       | 1-3      |
| 張載宇                                                       | 東北虎   | 戰爭和大獵殺的倖存者，被拉格茲和阿薩琿救出，和他們一起過著逃亡生活。此後，他們生存下來，與伊薩魯布會合。                                                                       | 1        |

### 石堆(砌石坊)
| 演員                                         | 角色     | 介紹 | 登場分部 |
| 由來自不同部落的奴隸和管理他們的管理人組成。 |          | |          |
| 金聖喆                                       | 葉生     | 石堆奴隸。亞高部落太族前族長的第三子。他被親叔父出賣而至石堆為奴，因而變得極度自私，為了生存和利益而背信棄義。病態的自欺欺人，既為騙得利益，亦為在心理上安撫自己。在石堆基底時常黏著銀殲，因為只有銀殲不會直接拆穿他的謊言。為免再被背叛出賣而受傷，不再相信任何人。 | 2-3      |
| 太元錫                                       | 巴多魯   | 石堆奴隸。是目前四散的卡蘭部落中最偉大的戰士。他是一個有義氣的人，但每天都要過著為吃飯發愁的悲慘生活。 | 2-3      |
|                                              | 歐馬代   | 石堆奴隸。阿斯達人，曾在被視為阿斯達禁忌的白山之心裡當長老，因此被追捕，後流放到石牆中，淪爲奴隸。 | 2-3      |
| 趙炳圭                                       | 薩特尼   | 石堆奴隸。莫摩族人。未能遵守與妻子的約定，被當作奴隸逮捕。他病得很重，幾乎做不出份內事，被其他奴隸逼迫著。 | 2        |
| 白勝益                                       | 車那拉基 | 石堆奴隸。水路部落出身的他本性不壞，但為了生存依靠在強者巴多魯身邊。 | 2        |
| 金度贤                                       | 修勒加津 | 石堆管理人，谷斗的手下。阿斯達人，視權力比生命更重要。雖然害怕谷斗，但會乘谷斗不察時把寶石私藏起來到阿斯達出售。因親弟為伊格特所殺，比別人更痛恨伊格特。 | 2-3      |
|                                              | 谷斗     | 阿斯達派來的石堆最高級管理人。他用殘忍的方法管理奴隸，被世道和貪慾所磨蝕。 | 2-3      |
| 崔東久                                       | 居漢     | 石堆管理人，谷斗的手下。擁有高個子和碩大的體格，忠於谷斗。 | 2-3      |

### 歐拉哈
| 演員 | 角色 | 介紹                                           | 登場分部 |
|      | 初發 | 虎皮族的歐拉哈，對唯利是圖的阿斯達人感到不滿。 | 2        |
|      | 多瓦 | 紅霞族的歐拉哈。                               | 2        |
|      | 崆峒 | 巴土族的歐拉哈。                               | 2        |
|      | 黑葛 | 卡拉曼族的歐拉哈。                             | 2        |
|      | 波丹 | 延達族的歐拉哈。                               | 2        |

## 原聲帶
- Part.1（發行日期：2019年7月6日）

| 曲序 | 曲目               | 演唱  |
| ---- | ------------------ | ----- |
| 1.   | 운명의 시          | Ailee |
| 2.   | 운명의 시（Inst.） |       |

- Part.2（發行日期：2019年9月22日）

| 曲序 | 曲目             | 演唱         |
| ---- | ---------------- | ------------ |
| 1.   | 붉은 꿈          | Hareem(하림) |
| 2.   | 붉은 꿈（Inst.） | 단비         |

## 收視率
| 季數 | 季數         | 每季集數 | 每季集數 | 每季集數 | 每季集數 | 每季集數 | 每季集數 | 每季集數 | 每季集數 | 每季集數 | 每季集數 | 每季集數 | 每季集數 | 每季集數 | 每季集數 | 每季集數 | 每季集數 | 每季集數 | 每季集數 |
| 季數 | 季數         | 1        | 2        | 3        | 4        | 5        | 6        | 7        | 8        | 9        | 10       | 11       | 12       | 13       | 14       | 15       | 16       | 17       | 18       |
| ---- | ------------ | -------- | -------- | -------- | -------- | -------- | -------- | -------- | -------- | -------- | -------- | -------- | -------- | -------- | -------- | -------- | -------- | -------- | -------- |
|      | 阿斯達年代記 | 1.840    | 2.001    | 1.674    | 2.120    | 1.507    | 1.930    | 1.490    | 1.597    | 1.610    | 1.865    | 1.632    | 1.813    | 1.728    | 1.970    | 1.461    | 1.812    | 1.720    | 1.999    |
|      | 阿拉姆恩之劍 | 1.212    | 1.046    | 1.084    | 1.122    | 0.790    | 0.488    | 0.842    | 0.744    | 0.717    | 0.980    | 0.615    | 1.110    | –        | –        | –        | –        | –        | –        |

| 集數                            | 播出日期            | 尼爾森韓國          | 尼爾森韓國          |
| 集數                            | 播出日期            | 大韓民國（全國）    | 首爾（首都圈）      |
| 第1部：預言的孩子們             | 第1部：預言的孩子們 | 第1部：預言的孩子們 | 第1部：預言的孩子們 |
| ------------------------------- | ------------------- | ------------------- | ------------------- |
| 1                               | 2019/06/01          | 6.729%              | 7.736%              |
| 2                               | 2019/06/02          | 7.310%              | 8.222%              |
| 3                               | 2019/06/08          | 6.435%              | 6.454%              |
| 4                               | 2019/06/09          | 7.705%              | 8.952%              |
| 5                               | 2019/06/15          | 5.787%              | 5.955%              |
| 6                               | 2019/06/16          | 7.226%              | 7.757%              |
| 第2部：傾覆的天空，站起來的土地 |                     |                     |                     |
| 7                               | 2019/06/22          | 5.792%              | 6.199%              |
| 8                               | 2019/06/23          | 6.496%              | 7.110%              |
| 9                               | 2019/06/29          | 5.767%              | 6.408%              |
| 10                              | 2019/06/30          | 6.775%              | 7.461%              |
| 11                              | 2019/07/06          | 6.258%              | 7.131%              |
| 12                              | 2019/07/07          | 6.771%              | 7.325%              |
| 第3部：阿斯達，所有傳說的序曲   |                     |                     |                     |
| 13                              | 2019/09/07          | 6.115%              | 6.767%              |
| 14                              | 2019/09/08          | 7.200%              | 8.068%              |
| 15                              | 2019/09/14          | 4.830%              | 5.416%              |
| 16                              | 2019/09/15          | 6.924%              | 7.440%              |
| 17                              | 2019/09/21          | 6.412%              | 7.251%              |
| 18                              | 2019/09/22          | 7.373%              | 7.581%              |
| 平均收視率                      | 平均收視率          | 6.550%              | 7.180%              |
| 特輯                            | 2019/05/26          | 2.290%              | 2.804%              |

## 話題性排行

### 電視劇部分[7]
| 日期     | 佔有率 | 排名 | 備註       |
| -------- | ------ | ---- | ---------- |
| 5月第4週 | 5.38%  | 5    | 開播前一週 |
| 5月第5週 | 26.74% | 1    |            |
| 6月第1週 | 28.31% | 1    |            |
| 6月第2週 | 21.64% | 1    |            |
| 6月第3週 | 19.55% | 1    |            |
| 6月第4週 | 17.40% | 1    |            |
| 7月第1週 | 11.62% | 2    |            |
| 9月第1週 | 10.91% | 3    |            |
| 9月第2週 | 15.73% | 2    |            |
| 9月第3週 | 10.29% | 3    |            |

### 演員部分[7]
| 日期     | 排名   | 排名   | 排名   |
| 日期     | 張東健 | 宋仲基 | 金智媛 |
| -------- | ------ | ------ | ------ |
| 5月第5週 | 8      | 1      | 9      |
| 6月第1週 | 7      | 3      | -      |
| 6月第2週 | 5      | 4      | -      |
| 6月第3週 | -      | 3      | -      |
| 6月第4週 | -      | 3      | 7      |
| 7月第1週 | -      | 5      | -      |
| 9月第1週 | -      | 6      | -      |
| 9月第2週 | 4      | 3      | 10     |
| 9月第3週 | -      | 7      | -      |

## 製作
《阿斯達年代記》由Studio Dragon與子公司KPJ共同製作，總製作費為540億韓元，是韓國電視劇史上拍攝成本最高的電視劇。製作公司在韓國京畿道烏山市投資超過100億韓元建設打造佈景，並與《與神同行》的特效製作公司Dexter Studios簽訂84億韓元的視覺特殊效果（VFX）製作合約。該劇作為韓國首部上古人類史為題材的奇幻劇採用100%事前製作的模式，並確定以季播的方式呈現其廣闊的世界觀。
2018年3月12日，媒体报导《阿斯达年代记》已完成前期制作，宋仲基获邀出演。7月26日，宋仲基、张东健、金智媛确定出演。8月26日，剧组举行剧本阅读，电视剧于9月开机。2019年2月24日，剧组赴文莱进行海外拍摄。5月30日，该剧历时9个月的拍摄终于杀青。
由於需要大量CG等後期製作，以致攝製進度延後，為了讓作品能按原定編程播出，製作公司將该劇第一季共18集分為3部，《第1部：預言的孩子們》和《第2部：傾覆的天空，站起來的土地》將如期於2019年6月1日首播，而《第3部：阿斯，所有傳說的序曲》則安排在呂珍九與李知恩主演的《德魯納酒店》之後播出。在韓國tvN電視台播出的《阿斯達年代記》的每一集結束後，製作組會發佈片尾彩蛋（特別影像），結合動畫及演員的旁白試圖讓觀眾對背景故事增加理解和興趣。尤其在第18集（大結局）結束後，出現了關於第二季劇情的彩蛋，引發討論。
2020年2月16日，製作公司表示《阿斯達年代記2》將以2020年下半年開拍目標進行準備。同年6月，受新冠疫情影響，需要海外拍攝的阿斯達第二季被推遲拍攝，並被排除在2021年tvN電視台的播出陣容。
2022年1月17日，製作公司宣佈擴張《阿斯達年代記》相關知識產權，將電視劇製作成遊戲及網絡漫畫，並計劃開始製作《阿斯達年代記2》。2月21日，製作公司確定製作第二季，目標2023年播出，由電影《安市城》的導演金光植負責執導，由第一季的編劇金榮昡、朴尚淵繼續共同執筆，演員及具體開機時間未定。

## 記事
- 宋仲基與金榮昡、朴尚淵編劇《樹大根深》後時隔8年後再次合作
- 宋仲基與金元錫导演《成均館緋聞》後時隔9年後再次合作
- 宋仲基與金智媛《太陽的後裔》後時隔3年後再次合作
- 金玉彬在拍攝動作戲的過程中意外受傷導致鼻骨骨折[22]

## 外部連結
- 韓國tvN官方網站[]
- 阿斯達年代記-NAVER （页面存档备份，存于）

| tvN 週末劇                                  | tvN 週末劇                                               | tvN 週末劇                                    |
| ------------------------------------------- | -------------------------------------------------------- | --------------------------------------------- |
|                                             | 阿斯達年代記 （第1&2部） （2019年6月1日 – 2019年7月7日） |                                               |
| 自白 （2019年3月23日 – 2019年5月12日）      | 德鲁纳酒店 （2019年7月13日 – 2019年9月1日）              |                                               |
| 德鲁纳酒店 （2019年7月13日 – 2019年9月1日） | 阿斯達年代記 （第3部） （2019年9月7日 – 2019年9月22日）  | 請融化我吧 （2019年9月28日 – 2019年11月17日） |

| 香港/ 臺灣/ 马来西亚/ 新加坡/ 印度尼西亞/ 菲律賓/ 緬甸/ 泰國/ 馬爾地夫/ 斯里蘭卡 · tvN Asia 星期四、五 21:00 - 22:30 | 香港/ 臺灣/ 马来西亚/ 新加坡/ 印度尼西亞/ 菲律賓/ 緬甸/ 泰國/ 馬爾地夫/ 斯里蘭卡 · tvN Asia 星期四、五 21:00 - 22:30 | 香港/ 臺灣/ 马来西亚/ 新加坡/ 印度尼西亞/ 菲律賓/ 緬甸/ 泰國/ 馬爾地夫/ 斯里蘭卡 · tvN Asia 星期四、五 21:00 - 22:30 |
| --- | --- | --- |
| | 阿斯达年代记 （2024年4月18日 - 2024年6月14日）                                                                       | |
| 爱上变身情人 (2024年2月22日- 2024年4月12日)                                                                          | 夫妻的世界 (2024年6月20日 - 2024年8月9日)                                                                            | |